# Supersectie
In de botanische nomenclatuur is een supersectie (officieel "supersectio") óf een rang lager dan subgenus maar hoger dan sectie óf een taxon in die rang. 
De botanische naam van een supersectie bestaat uit twee delen: de genusnaam en de supersectieaanduiding met daartussen de verbindingsterm "supersectio" of de afkorting "supersect.", bijvoorbeeld:
Passiflora supersectie Tacsonia
In de praktijk worden dergelijke namen vaak niet voluit geschreven, maar verkort als "supersectie Tacsonia". De voluit geschreven schrijfwijze: "De soort Passiflora tarminiana hoort tot Passiflora sectie Elkea, in Passiflora supersectie Tacsonia, in Passiflora subgenus Passiflora." of het equivalent "De soort Passiflora tarminiana hoort tot P. sectie Elkea, in P. supersectie Tacsonia, in P. subgenus Passiflora." 
kan ook weergegeven worden als bijvoorbeeld: 
- genus Passiflora
subgenus Passiflora
supersectie Tacsonia
sectie Elkea
Passiflora tarminiana